# Jimmy Snuka
James Reiher (18 tháng 5 năm 1943 – 15 tháng 1 năm 2017) là một đô vật chuyên nghiệp của WWE (Khi đó còn là WWF) được mọi người biết dưới tên là Jimmy "Superfly" Snuka. Ông gia nhập đô vật vào ngày 23 tháng 8 năm 1969.

## Thời phồn vinh trong WWF
Vào những năm đầu Jimmy Snuka dược gọi là The Big Snuka. Đến những năm 80 ông được mọi người gọi với nhiều tên như Jimmy Kealoha, Lani Kealoha, The Great Snuka, Superfly Snuka... Ông được cho là bất khả chiến bại. Trong những năm mới vào đô vật ông có một biệt danh được mọi người gọi nôm na là Chúa Tể Rừng Xanh. Ông thường dùng tay phải bổ vào đầu của đối thủ, cách đánh của người rừng hay dùng. Ông chỉ thua cuộc khi đánh lấy chức vô địch WWF championship với The Undertaker.

## Trở về với WWE
Ông đã trở về với WWE 3 lần vào những năm 2002, 2005, 2007. Lần thứ nhất, ông đã trở về với RAW trong buổi lễ kỉ niệm cùng với các cựu đô vật mỹ khác và ông đã tấn công một đô vậy mỹ khác tấn công một đô vật trẻ khác. Lần thứ hai ông trở về ở Taboo Tuesday 2005 và được chọn ngẫu nhiên để cặp với Eugene đánh với Tomko và Comwey. Lần thứ ba ông trở về trong trận đấu cặp của ông và cựu đô vật Sgt.Slaughtter đánh với nhóm Deuce and Domino ở Vengeance 2007.

## Đòn kết liễu
- Superfly Splash

## Các chức vô địch
- NWA World Heavyweight Championship (1 lần).
- NWA World Tag Team Championship (3 lần) với Gino Hernendez,Poul Orndorff,Ray Stevens.
- CWA International Tag Team Championship (1 lần) với J.T.Southern.
- NWA Eastern Champion Wretling Heavyweight Championship (2 lần).
- NWA Eastern Champion Wretling Television Championship (1 lần).
- NWA National Tag Team Championship (1 lần) với Terry Gordy.
- NWA United States Heavyweight Championship (1 lần).
- NWA Pacific Nothwerst Hevyweight Championship (6 lần).
- WWE Hall of Fame (Class of 2007).